# Pânico moral

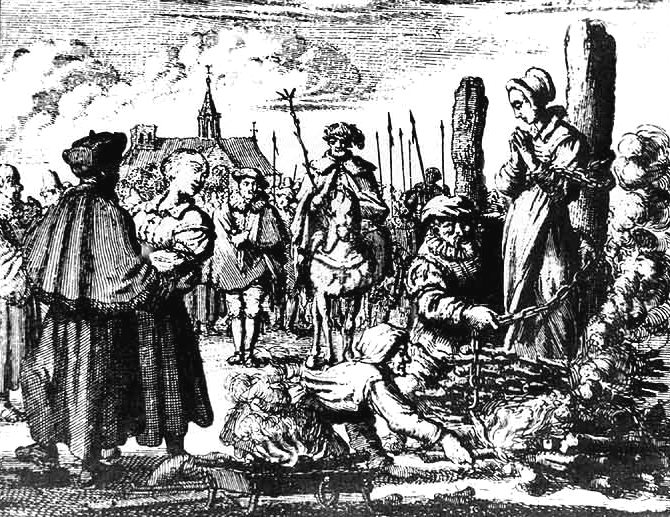
Preparativos para queimar uma bruxa em 1544. Caças às bruxas são um exemplo de comportamento de massa alimentado pelo pânico moral.

Um pânico moral é um sentimento de medo, por vezes exagerado, espalhado em um grande número de pessoas de que algum mal ameaça o bem-estar da sociedade.
As mídias são atores-chave na disseminação da indignação moral, mesmo quando não pareçam estar conscientemente engajados em cruzadas ou realizando uma investigação jornalística. A simples divulgação de algo pode bastar para gerar preocupação, ansiedade ou pânico. Exemplos de pânico moral incluem a crença no rapto generalizado de crianças por pedófilos predadores, crença no abuso ritual de mulheres e crianças por cultos satânicos, a Guerra às Drogas, e outros assuntos de saúde pública.

## Uso do termo em ciências sociais
Marshall McLuhan deu tratamento acadêmico ao termo em seu livro Understanding Media, de 1964.  De acordo com Stanley Cohen, autor de um estudo sociológico sobre a cultura e mídia juvenil chamado Folk Devils and Moral Panics ("demônios folclóricos e pânicos morais"), de 1972, um pânico moral ocorre quando "... [uma] condição, episódio, pessoa ou grupo de pessoas surge e acaba sendo definido como uma ameaça aos valores e interesses sociais". Aqueles que começam o pânico quando temem uma ameaça aos valores sociais ou culturais predominantes são conhecidos pelos pesquisadores como "empreendedores morais", enquanto as pessoas que supostamente ameaçam a ordem social têm sido descritas como "demônios folclóricos".

## Estágios do pânico moral
De acordo com Stanley Cohen, existem cinco estágios-chave na construção de um pânico moral:
1. Algo, alguém ou um grupo é definido como uma ameaça às normas sociais ou aos interesses da comunidade
2. A ameaça é então representada por um símbolo ou forma simples e reconhecível pela mídia
3. A exibição desse símbolo desperta preocupação pública
4. Há uma resposta das autoridades
5. O pânico moral sobre a questão resulta em mudanças sociais dentro da comunidade

Em 1971, Stanley Cohen investigou uma série de pânicos morais. Ele usou o termo "pânico moral" para caracterizar as reações da mídia, do público e dos agentes de controle social em relação a distúrbios juvenis. Este trabalho, envolvendo os mods e os rockers, demonstrou como agentes de controle social ampliavam o desvio. Esses grupos ganharam a pecha de estar longe dos valores centrais da sociedade consensual e de representar uma ameaça tanto para os valores da sociedade quanto para a própria sociedade; daí o termo "demônios folclóricos".

## Mídia de massa
De acordo com Stanley Cohen em Folk Devils and Moral Panics, o conceito de "pânico moral" estava ligado a certas suposições sobre a mídia de massa. Ele mostrou que a mídia de massa é a principal fonte de conhecimento do público sobre desvios e problemas sociais. Ele argumentou ainda que o pânico moral dá origem ao demônio folclórico rotulando ações e pessoas.
De acordo com Cohen, a mídia aparece em pelo menos um de três papéis no desenrolar de episódios de pânico moral:
- Definir a agenda - selecionar eventos desviantes ou socialmente problemáticos considerados dignos de atenção, e então usando filtros mais refinados para selecionar quais eventos são candidatos ao pânico moral.
- Transmitir as imagens - divulgar as afirmações usando a retórica dos pânicos morais.
- Quebrar o silêncio, fazendo a declaração.

## Características
Os pânicos morais têm várias características distintas.  De acordo com Goode e Ben-Yehuda, o pânico moral consiste nas seguintes características:
- Preocupação - Deve haver a crença de que o comportamento ou atividade considerada desviante possa ter um efeito negativo sobre a sociedade.
- Hostilidade - A hostilidade em relação ao grupo em questão aumenta e eles se tornam "demônios folclóricos". Uma divisão clara forma-se entre "eles" e "nós".
- Consenso - Embora a preocupação não deva ser nacional, deve haver ampla aceitação de que o grupo em questão representa uma ameaça muito real à sociedade. Nesta fase, é importante que os "empreendedores morais" se manifestem e os "demônios folclóricos" pareçam fracos e desorganizados.
- Desproporcionalidade - A ação tomada é desproporcional à ameaça real representada pelo grupo acusado.
- Volatilidade - Os pânicos morais são altamente voláteis e tendem a desaparecer tão rapidamente quanto aparecem, porque o interesse público diminui ou as notícias mudam para outra narrativa.[2]

Escrevendo sobre o jogo da Baleia Azul e o Desafio Momo como exemplos de pânico moral, Benjamin Radford lista alguns dos temas que ele normalmente vê nas versões modernas desses fenômenos:
- Perigos ocultos da tecnologia moderna.
- "Estranho mau" manipulando um inocente.
- Um "mundo oculto" de pessoas malignas anônimas.[12]

## Exemplos

### Séculos XX e XXI: saúde pública
O medo de doenças (ou o medo de ameaças à saúde pública ) e a disseminação do pânico remontam a muitos séculos e persistem no século XXI com doenças como AIDS, Ebola, H1N1, Zika e SARS. A ideia do "demônio folclórico" pode ser comparada com epidemias por causa de seu papel na disseminação do pânico e do medo em massa.  O foco na higiene surgiu, antes do século XX, com uma crença médica conhecida como teoria do miasma, que afirmava que doenças eram resultado direto de emanações que poluíam o lixo, o ar e a água, culminando em epidemias. O miasma foi culpado pelo Grande Fedor de 1858 e pelas sucessivas epidemias de cólera durante a era vitoriana.  Embora a água fosse segura para beber na maior parte de Londres, surgira tal pânico que pouquíssimas pessoas ousavam bebê-la.

### 1950s: facas automáticas
Nos Estados Unidos, um artigo de 1950 intitulado "O brinquedo que mata" na revista Women's Home Companion, sobre "facas automáticas" ou switchblades, uma espécie de canivete, provocou uma enxurrada de controvérsias, alimentadas por filmes populares do final da década de 1950, como Rebelde Sem Causa, Crime nas Ruas, Doze Homens e uma Sentença, Os Delinquentes, e o musical da Broadway Amor, Sublime Amor. A fixação na switchblade como símbolo juvenil de violência, sexo e delinquência resultou em pressão pública e do Congresso para controlar a venda e posse de tais facas. Vários estados americanos adotaram leis restringindo ou criminalizando a posse e o uso de canivetes, e muitas das leis desse tipo ao redor do mundo datam deste período.

### Década de 1960:Modserockers
No início dos anos 1960, a Grã-Bretanha, as duas principais subculturas juvenis eram os mods e os rockers.  O conflito foi explorado como um exemplo de pânico moral pelo sociólogo Stanley Cohen em seu estudo Folk Devils and Moral Panics, que examinou a cobertura da mídia sobre os distúrbios relacionados a esses grupos à època.  Embora Cohen reconheça que mods e rockers tiveram algumas lutas em meados da década de 1960, ele argumenta que essas não eram diferentes das brigas noturnas que ocorriam entre os demais jovens ao longo dos anos 1950 e início dos anos 1960 em situações como depois de jogos de futebol.
Os jornais da época estavam ávidos por descrever os confrontos entre mods e rockers como sendo de "proporções desastrosas", atribuindo aos grupos rótulos depreciativos como "césares da serragem", "vermes" e "palhaços". Os editoriais de jornais inflamavam a histeria; um editorial do Birmingham Post, em maio de 1964, alertava que mods e rockers eram "inimigos internos" no Reino Unido, que "provocariam a desintegração do caráter de uma nação". A revista Police Review argumentou que a suposta falta de respeito pela lei e pela ordem dos mods e rockers poderia fazer com que a violência "aumentasse e inflamasse como fogo na floresta". Como resultado dessa cobertura da mídia, dois parlamentares britânicos viajaram para áreas costeiras para avaliar os danos, e o congressista Harold Gurden sugeriu que se emitisse uma resolução com fortes medidas para controlar o vandalismo juvenil. Um dos promotores no julgamento de alguns dos brigões de Clacton argumentou que mods e rockers eram jovens sem opiniões sérias, que não respeitavam a lei e a ordem.

### 1970-presente: aumento da criminalidade
Pesquisas mostram que o medo do aumento da criminalidade é muitas vezes a causa de pânico moral.  Estudos recentes mostram que, apesar do declínio das taxas de criminalidade, esse fenômeno, que muitas vezes se baseia na "mentalidade de rebanho" de uma população, continua a ocorrer em várias culturas. O jurista japonês Koichi Hamai explica como as mudanças no registro de crimes no Japão desde os anos 1990 levaram as pessoas a acreditar que a taxa de criminalidade estava aumentando e que os crimes estavam ficando cada vez mais graves.

### 1970–presente: videogames e violência
Praticamente desde que os videogames surgiram, houve pedidos para regular a violência nos jogos. Nos anos 1990, os avanço nas tecnologias gráficas permitiram representações mais reais da violência em jogos como Mortal Kombat e Doom. Houve controvérsia sobre o conteúdo violento e preocupações sobre os efeitos que ele poderia ter sobre os jogadores, gerando frequentes relatos na mídia estabelecendo conexões entre videogames e comportamento violento, bem como vários estudos acadêmicos relatando resultados divergentes sobre a força das correlações. De acordo com Christopher Ferguson, os relatos da mídia sensacionalista e a comunidade científica, ainda que de forma involuntária, trabalharam juntos para "promover um medo irracional de videogames violentos".  Preocupações de partes do público sobre jogos violentos levaram a notas de advertência, muitas vezes exageradas, de políticos e outras figuras públicas, e clamores por pesquisas para provar a conexão, o que por sua vez levou a estudos "falando além dos dados disponíveis e permitindo a promulgação de reivindicações extremas sem a habitual cautela científica e ceticismo."
Desde a década de 1990, tem havido tentativas de regulamentar videogames violentos nos Estados Unidos por meio de projetos de lei do Congresso, bem como dentro do setor.  A preocupação pública e a cobertura da mídia de videogames violentos atingiu um ápice após o massacre da escola Columbine  em 1999, após o qual foram encontrados vídeos dos autores falando sobre jogos violentos como Doom e fazendo comparações entre os atos que pretendiam realizar e aspectos de jogos.
Ferguson e outros explicaram o pânico moral do videogame como parte de um ciclo pelo qual passam todos os novos meios de comunicação.  Em 2011, a Suprema Corte dos EUA determinou que a restrição legal das vendas de videogames a menores seria inconstitucional e chamou a pesquisa apresentada em favor da regulamentação de "não convincente".

### 1970-presente: guerra às drogas
Alguns críticos apontaram o pânico moral como explicação para a Guerra às Drogas. Por exemplo, uma comissão da Royal Society of Arts concluiu que a "Lei do Uso Indevido de Drogas de 1971... é movido mais por 'pânico moral' do que por um desejo prático de reduzir os danos".
Alguns escreveram que um dos vários estágios que compõem o pânico moral por trás da guerra às drogas é um pânico moral separado, ainda que relacionado, que chegou ao auge no final da década de 1990, envolvendo o exagero da mídia sobre o uso de drogas do estupro. A mídia foi criticada por defender "medidas de proteção excessivas para as mulheres, em particular na cobertura entre 1996 e 1998", por exagerar a ameaça e por se apegar excessivamente ao tema. Por exemplo, um estudo australiano de 2009 descobriu que os testes de drogas não conseguiam detectar nenhum medicamento em nenhuma das 97 ocorrências de pacientes internadas no hospital acreditando que suas bebidas pudessem ter sido contaminadas.

### Décadas de 1980 e 1990:Dungeons & Dragons
Em vários momentos, Dungeons & Dragons e outros jogos de RPG foram acusados de promover práticas como satanismo, bruxaria, suicídio, pornografia e assassinato. Nos anos 1980 e posteriores, alguns grupos, especialmente cristãos fundamentalistas, acusaram os jogos de encorajar o interesse pela feitiçaria e pela veneração a demônios.

### Décadas de 1980 e 1990: abuso ritual satânico
Também conhecido como o "pânico satânico", foi uma série de pânicos morais em relação ao abuso ritual satânico que se originou nos Estados Unidos e se espalhou para outros países de língua inglesa nos anos 1980 e 1990, e levou a uma série de condenações injustas.

### 1980 - presente: HIV/AIDS
A síndrome da imunodeficiência adquirida (AIDS) pode causar ou agravar outras condições de saúde, como pneumonia, infecções fúngicas, tuberculose, toxoplasmose e citomegalovírus. Na década de 1980, um pânico moral foi criado na mídia sobre o HIV/AIDS. Na Grã-Bretanha, um notável anúncio do governo claramente indicava que o público estava carente de informações precisas sobre o HIV/AIDS.
Os meios de comunicação apelidaram o HIV/AIDS de "praga gay", causando mais estigmatização e mal-entendidos sobre a doença. No entanto, a compreensão do HIV/AIDS pelo cientistas foi crescente a partir da década de 1980 e seguintes. A doença ainda era vista negativamente por muitos como causada ou transmitida pela comunidade gay. Quando ficou claro que esse não era o caso, o pânico moral criado pela mídia mudou para culpar a negligência geral dos padrões éticos da geração mais jovem (tanto masculina quanto feminina), resultando em outro pânico moral. Essa postura é exemplificada no extrato a seguir: "a cobertura televisiva e da imprensa britânica está presa a uma agenda que bloqueia qualquer abordagem ao assunto que não esteja de acordo com os valores e linguagem de uma profunda cultura homofóbica - uma cultura que não considera os homossexuais como humanos, total ou propriamente. Nenhuma distinção é obtida para a agenda entre os jornais de 'qualidade' e 'tabloide', ou entre a televisão 'popular' e 'séria'."
Na década de 1990, a culpa passou para "africanos incivilizados" como os novos "demônios folclóricos", com uma teoria popular alegando que o HIV se originou de seres humanos fazendo sexo com símios. Esta teoria foi desmascarada por vários especialistas.

### Décadas de 1980 e 1990: tatuagens de LSD
A lenda da tatuagem da estrela azul afirma que uma tatuagem "de figurinha" embebida em LSD e feita na forma de uma estrela azul (supostamente o logotipo do Dallas Cowboys), ou de personagens infantis populares, como Mickey Mouse e Bart Simpson, seria distribuída para crianças, a fim de torná-los "viciados em LSD", embora o LSD raramente seja viciante. Geralmente alguma atribuição é feita (tipicamente a um hospital bem conceituado ou a um vago "assessor do presidente"), e são dadas instruções para que os pais entrem em contato com a polícia se encontrarem as tatuagens da estrela azul. A lenda pode ter surgido pela semelhança entre o papel mata-borrão do LSD, que às vezes tem personagens desenhados, e figurinhas com tatuagens temporárias.

### 2000 – presente: tráfico de seres humanos
Muitos críticos do ativismo anti-prostituição contemporâneo argumentam que grande parte da atual preocupação com o tráfico de seres humanos, bem sua conflação mais geral com a prostituição e outras formas de trabalho sexual, têm todas as características de um pânico moral.  Eles argumentam ainda que esse pânico moral tem muito em comum com o pânico da "escravidão branca" de um século antes, quando da promulgação da Lei de Mann de 1910.

### 2000-presente:chemsex
Faltam dados confiáveis e pesquisas relevantes sobre o chemsex (o consumo de drogas por homossexuais para facilitar a atividade sexual), e esta situação está gerando um clima de pânico moral. Em um artigo de 2015 publicado pelo The Guardian, argumenta-se que uma reportagem exagerada pode dar ao público uma impressão distorcida da magnitude desse fenômeno - e isso só tende a aumentar o nível de ansiedade coletiva.

### 2018-presente: o "Desafio da Momo"
Em meados de 2018, surgiram relatos de um suposto "desafio suicida", chamado de Desafio da Momo, em que usuários com avatares representando uma face assustadora - na realidade, uma imagem de uma escultura produzida por um artista japonês em 2016 - ameaçavam pessoas para que executassem tarefas perigosas e até fatais, sendo que as ameaças reforçadas com imagens de sangue e violência caso não se obedecesse. Embora  relatos de ferimentos ou suicídios resultantes diretamente do desafio careçam de embasamento, os meios de comunicação em vários países começaram a perpetuar boatos de que crianças haviam se machucado ou até se suicidado após o desafio, embora não haja evidências de que qualquer incidente tenha ocorrido.

## Críticas
Paul Joosse (2017) argumentou que, embora a teoria clássica do pânico moral se caracterizasse como parte da "revolução cética" que buscava criticar o funcionalismo estrutural, ela é na verdade muito semelhante à representação de Durkheim de como a consciência coletiva é reforçada através de sua reações a desvios (no caso de Cohen, por exemplo, os "pensadores certos" usam demônios folclóricos para fortalecer as ortodoxias da sociedade).  Em sua análise da vitória eleitoral de Donald Trump em 2016, Joosse reimagina o pânico moral em termos weberianos, mostrando como carismáticos empreendedores morais podem ao mesmo tempo ridicularizar demônios folclóricos no sentido tradicional, ao mesmo tempo em que evitam a recapitulação moral conservadora prevista pela teoria clássica de pânico moral.
Outra crítica é quanto à desproporcionalidade. O problema com esse argumento é que não há como aferir qual seria a reação adequada a uma ação específica. :xxvi–xxxi  Jarrett Thibodeaux (2014) argumenta ainda que os critérios de desproporcionalidade supõem erroneamente que um problema social deveria corresponder a certos critérios objetivos de dano, mas que é um pânico moral quando isso não acontece, é uma linha de explicação do "construcionismo das lacunas".
Escrevendo em 1995 sobre o pânico moral que surgiu no Reino Unido após uma série de assassinatos de jovens, principalmente de James Bulger, de dois anos, por dois meninos de dez anos, e também a de Edna Phillips, de 70 anos, por duas garotas de 17 anos, o sociólogo Colin Hay apontou que o diabo folclórico era ambíguo em tais casos; as crianças perpetradoras normalmente seriam consideradas inocentes.
Em um artigo, Angela McRobbie e Sarah Thornton argumentam "que agora é hora em que todas as etapas do processo de construção de um pânico moral, bem como as relações sociais que o apoiam, deveriam ser revisadas." O argumento é que a mídia de massa mudou desde que o conceito de pânico moral emergiu, de modo "que os 'demônios folclóricos' são menos marginalizados do que antes", e que os demônios folclóricos não são apenas castigados pela mídia de massa, mas também por ela apoiados e defendidos". Elas também sugerem que os "pontos de controle social" em que os pânicos morais costumavam repousar "passaram por algum grau de mudança, se não de transformação".
A criminologista britânica Yvonne Jewkes também levantou problemas com o termo "moralidade", do modo como é aceito sem ressalvas no conceito de "pânico moral" e como a maioria das pesquisas sobre pânicos morais não consegue abordar o termo criticamente, simplesmente aceitando-o.  Jewkes prossegue argumentando que a tese e a maneira como foi usada não distinguem entre crimes que ofendem a moralidade humana (e portanto provocam uma reação justificável), e aqueles que demonizam as minorias. O público não é ingênuo o suficiente para continuar aceitando a segunda opção e se deixar manipular pela mídia e pelo governo.
Outro criminologista britânico, Steve Hall, vai um passo além e sugere que o termo "pânico moral" é um erro fundamental de categorização. Hall argumenta que, embora alguns crimes sejam sensacionalizados pela mídia, na estrutura geral da narrativa de crime/controle, também é exagerada a capacidade do sistema de justiça criminal e estatal existente para proteger o público. A preocupação pública é estimulada apenas com o propósito de ser acalmada, o que produz não pânico, mas o contrário, conforto e complacência.

## Outros usos
O termo foi usado em 1830, de uma forma que difere completamente de sua moderna aplicação em ciências sociais, por uma revista religiosa sobre um sermão. :250  A expressão foi usada novamente em 1831, com uma intenção possivelmente mais próxima de seu uso moderno.